# Paris luquanensis
Paris luquanensis là một loài thực vật có hoa trong họ Melanthiaceae. Loài này được H.Li miêu tả khoa học đầu tiên năm 1982.